# William D. Jelks
William Dorsey Jelks, né le 7 novembre 1855 et mort le 13 décembre 1931, est un homme politique démocrate américain. Il est gouverneur de l'Alabama entre 1901 et 1907.